# Julian Peterson
Julian Thomas Peterson (født 28. juli 1978 i Temple Hills, Maryland, USA) er en tidligere amerikansk footballspiller, der spillede i NFL som linebacker for Detroit Lions, Seattle Seahawks og San Francisco 49ers. Hans karriere strakte sig fra 2000 til 2010.
Peterson blev fem gange, i 2002, 2003, 2006, 2007 og 2008 udtaget til Pro Bowl, ligaens All Star-kamp.

## Klubber
- San Francisco 49ers (2000–2005)
- Seattle Seahawks (2006–2008)
- Detroit Lions (2009–2010)